# Dormente

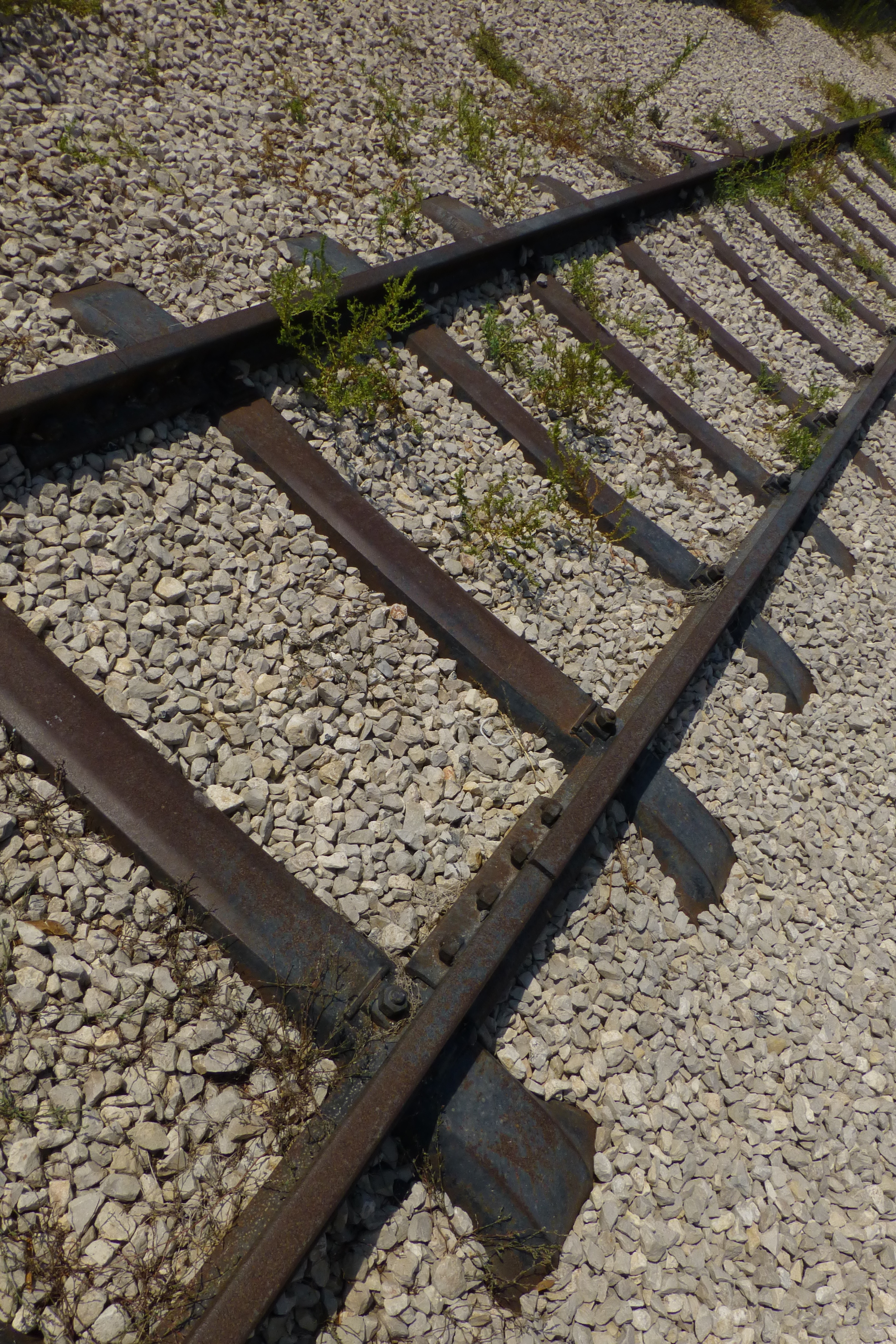
Dormente

Dormentes (português brasileiro) ou travessas/chulipas (português europeu) são as peças colocadas transversalmente à via férrea e sobre as quais os carris (português europeu) ou trilhos (português brasileiro) assentam e são fixos. Podem ser de madeira, metal, metal e betão (português europeu) ou concreto (português brasileiro), só betão, polímeros, e outros materiais.

## Funções
As travessas desempenham a função de suporte dos carris, e transmissão dos esforços ao balastro (português europeu) ou lastro (português brasileiro), e de garantir a bitola da via, mantendo a distância entre os carris.

## Tipos

### Travessas de madeira

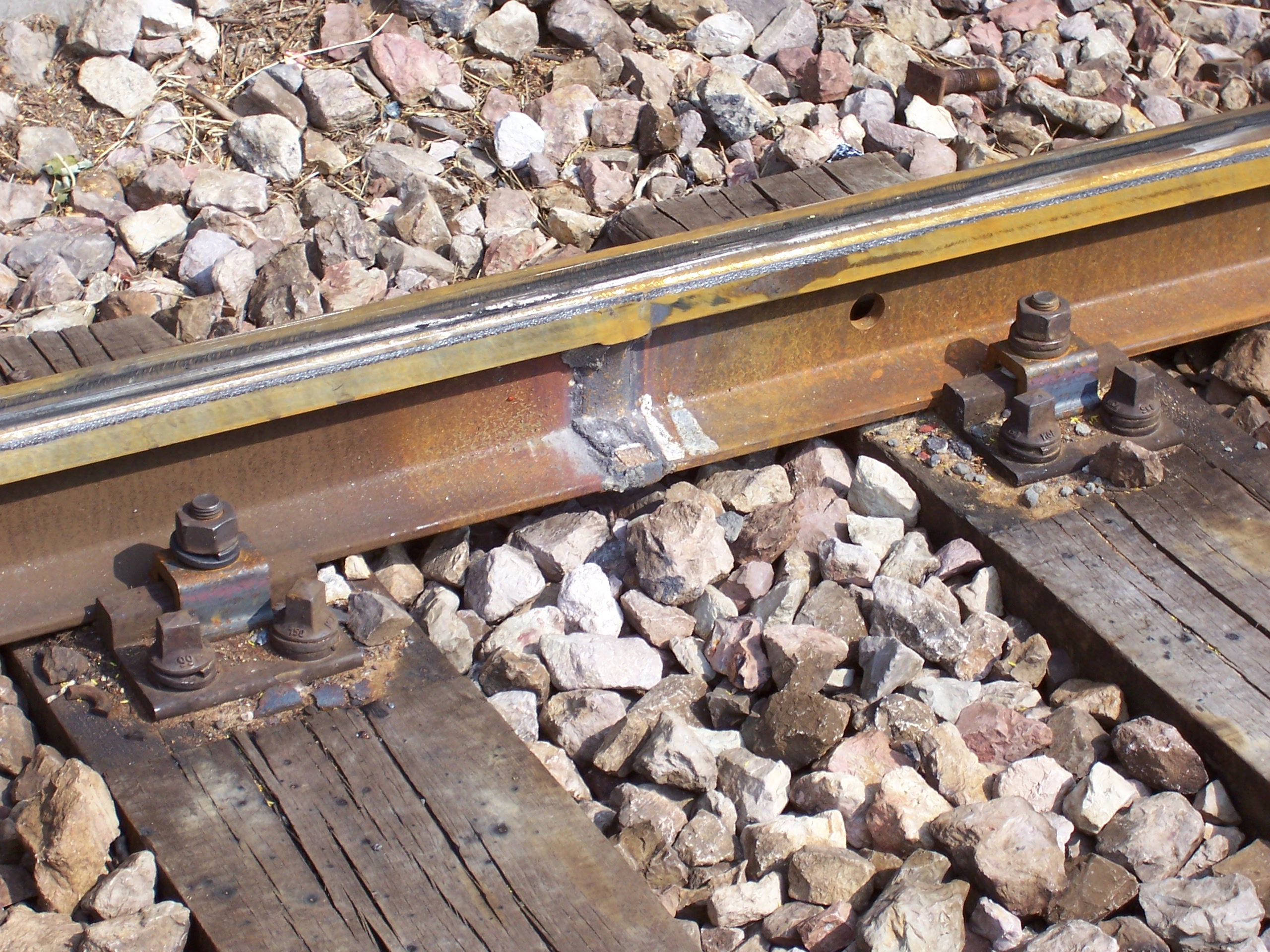
Travessas de madeira.

As travessas de madeira, também designadas por chulipas, necessitam de ser protegidas contra a humidade e corrosão, seja do clima, seja de animais xilofágicos, num processo de impregnação em autoclave por creosoto, o processo designa-se genericamente por creosotagem e confere  e às travessas de madeira o seu cheiro e cor negra característicos.
Em Portugal o principal centro creosotagem é no Entroncamento, enquanto no Brasil, entre os vários, alguns deles deram mesmo o nome a localidades, como no caso de Creosotagem em Benfica (Juiz de Fora), na Estrada de Ferro Central do Brasil.[carece de fontes?]

### Travessas de betão

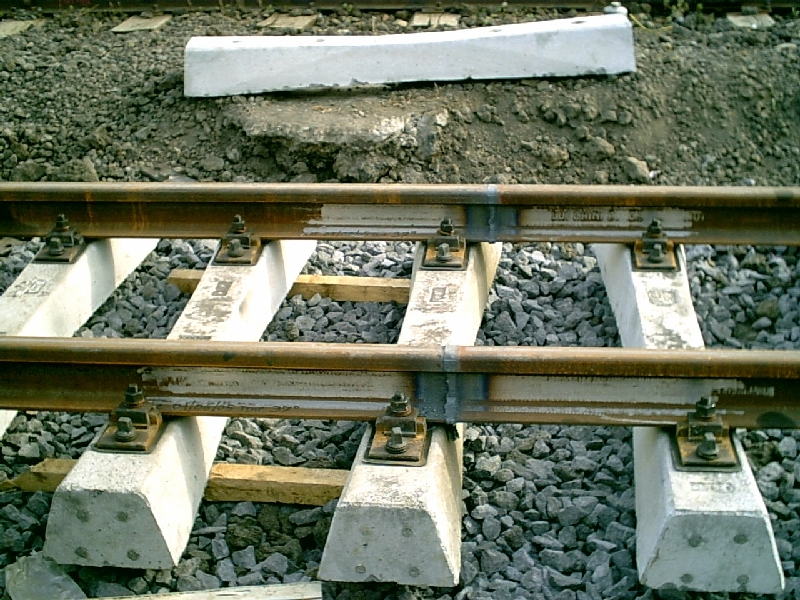
Travessas de betão.

Actualmente as travessas de betão são as mais utilizadas, nas variantes de travessas de betão bi-bloco, e de travessas de betão monobloco.

#### Travessas de betão bi-bloco
As travessas de betão bi-bloco são compostas por dois blocos de betão armado, unidos por um por um perfil de aço, designado de cantoneira, com função de tirante.

#### Travessas de betão monobloco
As travessas de betão monobloco são compostas por uma única peça de betão armado, e no respeitante ao processo de fabrico são designadas por pré-tensionadas quando a tensão (esforço) é aplicado durante a betonagem, ou pós-tensionadas quando a tensão é aplicada após a betonagem e a secagem, presa (português europeu) ou cura (português brasileiro), parcial do betão
A tensão aplicada é suficientemente elevada para que a travessa nunca sofra tracções por virtude das cargas a que estará submetida na passagem dos comboios (português europeu) ou trens (português brasileiro). 
Se as travessas não forem submetidas  previamente a tensões terão uma probabilidade elevada de sofrer deformações, nomeadamente o destacamento de betão na sua superfície, ficando as armaduras de aço expostas à acção dos agentes químicos e atmosféricos.
Nas linhas novas e em renovação em Portugal, estão a ser instaladas, desde 2008, travessas monobloco polivalentes, cujo perfil permite uma mudança da posição dos carris durante o futuro plano de conversão de bitola, mudando-se a actual bitola ibérica  de 1668 mm para a bitola internacional de 1435mm.

### Travessas metálicas

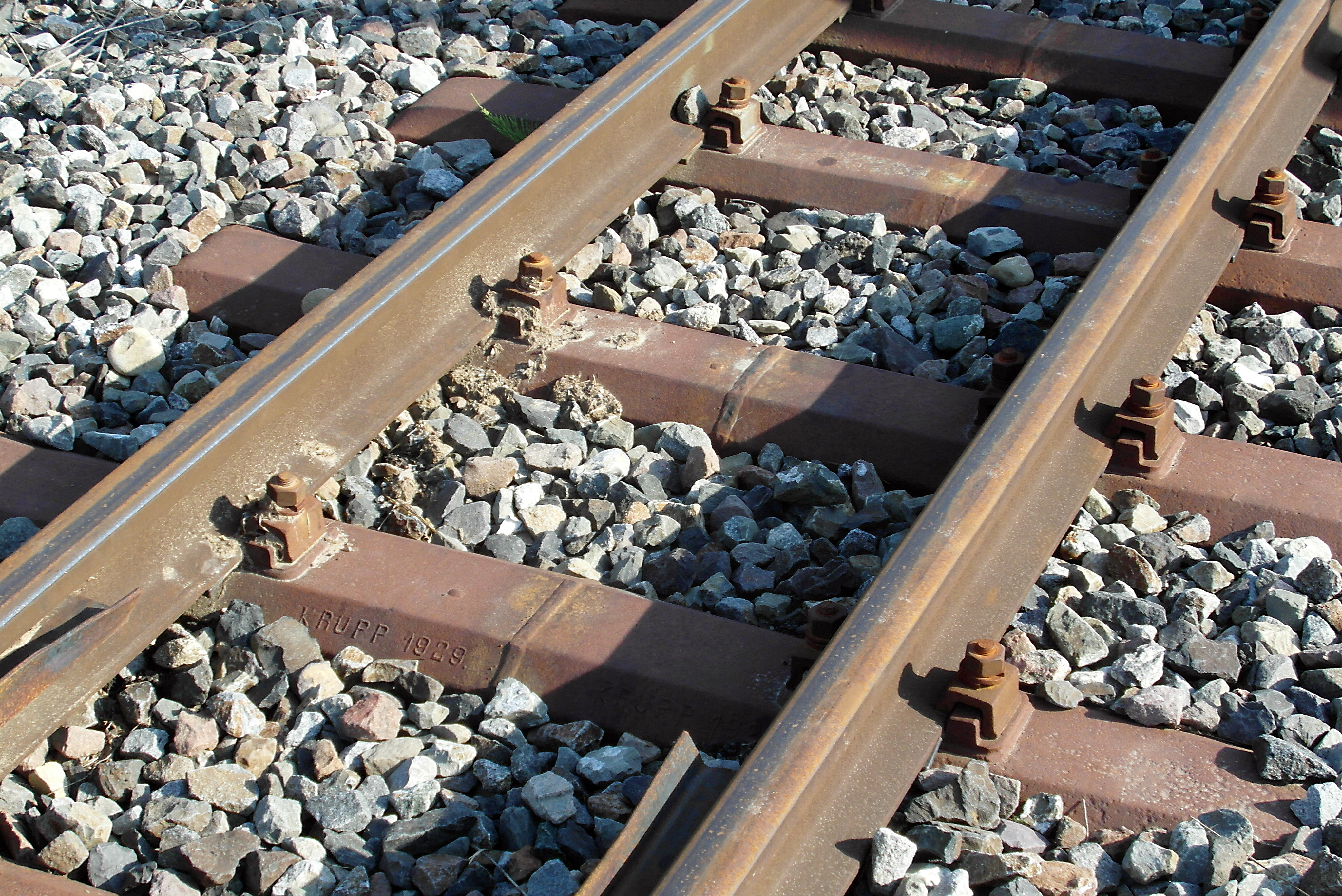
Travessas de metal.

As travessas metálicas, fabricadas de uma única peça de aço, são utilizadas em África, e em linhas mineiras e industriais na Europa.

### Outras travessas

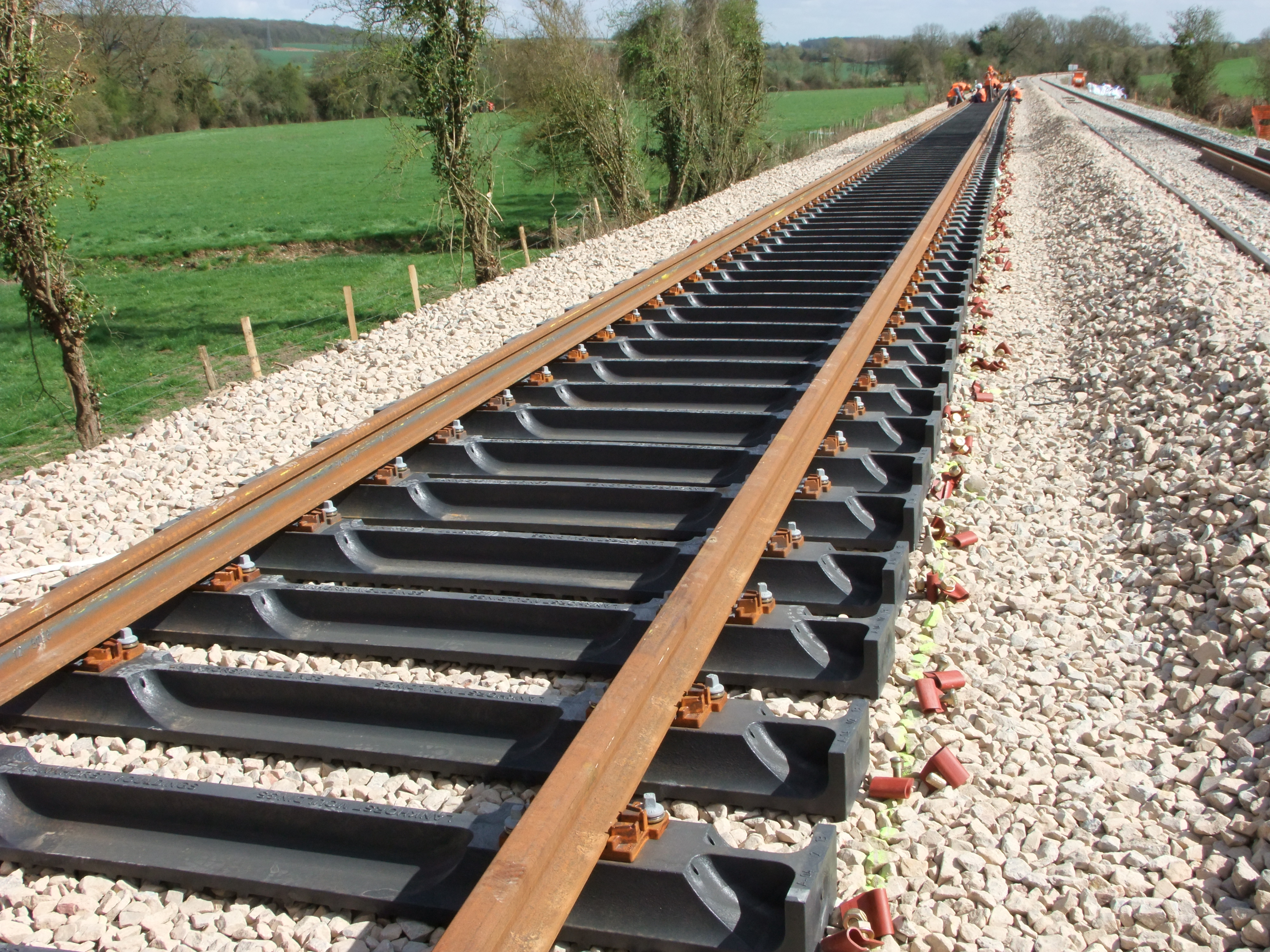
Travessas de plástico.

Têm sido desenvolvidos testes com travessas feitas com outros materiais, nomeadamente celulose e polímeros.[carece de fontes?]